# Metalente
Metalentes são metamaterias produzidos com nanoestruturas desenvolvidas para o uso ótico.
As metalentes são superfícies planas da espessura de uma folha de papel, compostas por uma camada de silício com elementos quase do mesmo tamanho de uma onda de luz, que assim podem manipular a passagem dos fótons, obtendo foco. Dessa forma, as metalentes prometem substituir as lentes óticas convencionais com muitas vantagens.
A vantagem imediata das metalentes é a incomparável redução de espaço ocupado em relação às lentes tradicionais. Outra vantagem é que a metalente pode eliminar totalmente a inevitável aberração cromática, efeito indesejado muito difícil de se evitar com lentes de vidro atualmente usadas. Uma metalente também pode focar em objetos a diferentes distâncias sem nenhum deslocamento ou mudança de forma.
No estágio atual, o desafio é ampliar as dimensões de uma metalente, expandindo assim o campo de aplicações deste material. Metalentes poderão ser integradas diretamente aos demais circuitos eletrônicos dos equipamentos, otimizando a produção dos sistemas óticos. A previsão para os próximos anos é que metalentes sejam empregadas em smartphones, na medicina, realidade aumentada, realidade virtual e muitas outras áreas que utilizem equipamentos sensores ópticos.